# Deutsche Treu
Deutsche Treu ist eine stillgelegte Fundgrube im Bergbaurevier Johanngeorgenstadt im sächsischen Erzgebirge.

## Geschichte
Die Deutsche-Treu-Fundgrube ist eine von zahlreichen Gruben, die am Rabenberg (Erzgebirge) zwischen Johanngeorgenstadt und Breitenbrunn/Erzgeb. auf Zinn betrieben worden sind. Der Standort der Grube war oberhalb des späteren Ortsteils Neuoberhaus am Halbmondflügel. In unmittelbarer Nähe wird die Fundgrube Deutsche Redlichkeit vermutet.
Lehnträger der Grube waren 1698 der Knappschaftsälteste Johann Heinrich Sieber, 1705 der Hütten- und Gewerken-Probierer Christoph Wilhelm Schletz, 1711 Johann (Hans) Rau, 1712 Christoph Lang und zuletzt in den Jahren 1751/53 Johann David Mittelbach, der zuvor sich bereits an der Fundgrube Deutsche Redlichkeit vergeblich versucht hatte. Anschließend kam der Grubenbetrieb völlig zum Erliegen.